# 柘荣革命烈士陵园
柘荣革命烈士陵园，是位于中国福建省宁德市柘荣县双城镇城北社区卜山岗的一个烈士陵园，1983年7月入选首批柘荣县文物保护单位。
柘荣革命烈士陵园是柘荣县中国共产党及中华人民共和国革命烈士遗骸安葬墓园，始建于1953年，原位于溪坪街南、潭头坪东，后由福安专区民政部门出资迁入现址。陵园内安葬柘荣籍的数位中国共产党烈士，总面积4.82亩，自北向南、自上而下依次为墓室、草坪和石阶，草坪中央竖立一座方形柱体纪念碑，上刻“柘荣革命烈士纪念碑”9个红字。陵园内另建有柘荣县革命史展览室。